# Lannerův dům (Telč)
Lannerův dům v Telči vznikl na místě staršího dvora v 17. století jako dispenzář zdejší koleje jezuitů. Během 19. století zde byla zřízena textilní manufaktura a objekt získal nynější trojkřídlou dispozici. V současné době zde sídlí územní odborné pracoviště Národního památkového ústavu pro Kraj Vysočina. Objekt je chráněn jako kulturní památka České republiky.

## Historie
Nejstarší zmínky o místě, kde se dnes nachází Lannerův dům, datujeme k 17. století. Roku 1651 je zde zmiňován hospodářský dvůr s velkou zahradou, který koupila hraběnka Františka Slavatová z Chlumu a Košumberka. O tři roky později jej věnovala jezuitskému řádu, který do Telče přivedla a který zde zřídil svůj dispenzář, tedy objekt pro důstojné dožití řádových bratří. V pozdně barokním období zde vznikly dvě samostatné budovy, severní a západní křídla dnešního objektu. Od zrušení jezuitského řádku v roce 1773 ležel tento tzv. jezuitský neboli Slavatovský dvůr ladem a podléhal zkáze.
Na počátku 19. století koupil dvůr v dražbě židovský obchodník Jakub Lang, aby zde založil továrnu na jemná sukna. Spojil obě budovy a nechal k nim přistavět propojovací východní křídlo, čímž vznikl také prostor tzv. čestného dvora. Klasicistní přestavbou došlo ke sjednocení vzhledu objektu, který souběžně sloužil výrobním i obytným účelům.
Ve 2. polovině 19. století, za držení rodiny Lannerů, bylo okolí domu krajinářsky upraveno. Po rychlém střídání několika majitelů se v roce 1929 stává dům i s pozemkem majetkem města, které jej nechalo později upravit pro sociální bydlení. V roce 2004 získalo Lannerův dům ministerstvo kultury a po celkové obnově se v něm usídlilo územní odborné pracoviště NPÚ pro Kraj Vysočina. V současné době jsou v Lannerově domě pořádány také kulturní akce pro veřejnost (komorní koncerty, přednášky výstavy aj.), konají se zde rovněž odborné semináře či vědecké konference.
Od 1. ledna 2015 působí v Lannerově domě při územním odborném pracovišti NPÚ v Telči Metodické centrum pro vzdělávání, které se zaměřuje na tvorbu edukačních programů a vzdělávání v památkové péči. Jeho cílem je zpřístupňovat a zprostředkovávat památkové hodnoty širokému spektru veřejnosti, ať jde o školy, univerzity, rodiny s dětmi, seniory, dobrovolníky nebo osoby se specifickými potřebami.

## Popis
Rozlehlý patrový objekt sestává ze tří křídel, vymezujících prostorné nádvoří připomínající čestný dvůr zámku či šlechtického paláce. Přestože budova vypadá jako kompaktní organismus, vznikala mnoha postupnými úpravami souvisejícími s několikanásobnou změnou jejího využití.